# Jimmy Connors
Pour les articles homonymes, voir Connors.
James Scott Connors, dit Jimmy Connors, né le 2 septembre 1952 à East Saint Louis dans l'Illinois, est un joueur de tennis américain professionnel.
Numéro un mondial à l'ATP pendant 268 semaines, dont 160 consécutives entre 1974 et 1977, il a remporté, au cours d'une carrière exceptionnellement longue (1972-1996), huit tournois du Grand Chelem en simple, dont l'US Open à cinq reprises, un record qu'il co-détient avec Pete Sampras et Roger Federer, et deux fois Wimbledon. Comptant au total 149 titres à son palmarès, dont 109 en simple recensés par l'ATP, ce qui constitue le record absolu sous l'ère Open, il est considéré comme l'un des plus grands joueurs de tennis de tous les temps.
Un de ses records phares, certainement un des plus sous-estimés et pourtant un des plus significatifs, est sa présence dans le Top 3 du classement mondial de fin de saison en simple, et ce, durant 12 années consécutives (de 1973 à 1984), dont cinq d’affilée à la première place (de 1974 à 1978). Un record toujours inégalé à ce jour.
Gaucher au tempérament bien trempé, il a, parmi les premiers, fait un usage immodéré de son revers à deux mains qu'il aimait à frapper le plus fort possible du fond du court, dès le retour de service.
Jugé trop arrogant par le monde du tennis dans les années 1970, sa combativité sans faille, son charisme et son humour lui ont finalement valu, les années passant, de devenir l'un des joueurs les plus appréciés du public.
Jimmy Connors a épousé la Playmate Patti McGuire, Miss Novembre 1976 et Playmate de l'Année 1977, avec qui il a eu 2 enfants.

## Style de jeu
Jimmy Connors peut être considéré comme l'un des plus grands joueurs de l'ère Open. Sa carrière a été exceptionnellement longue : seuls chronologiquement Bill Tilden, Pancho Gonzales et Ken Rosewall, sa victime quadragénaire en finale de Wimbledon et de l'US Open 1974, ont fait mieux. Outre une intense combativité, le jeu de ce gaucher s'est construit autour de son revers à deux mains, joué à plat, ainsi que sur ses retours de service d'une rare qualité ; Jimmy Connors est considéré comme un des meilleurs relanceurs de tous les temps. Ses autres points forts étaient les coups de défense : lobs et passing-shots, le tout allié à un jeu de jambe exceptionnel. Son coup droit, en revanche, était jugé comme son point faible, parfois flottant et imprécis, notamment sur balle basse, molle et sans angle. Mais pour avoir l'occasion de le viser, il fallait déjà parvenir à contenir l'immense agressivité de fond de court de son revers à deux mains.
Ce revers à deux mains était dans les années 1970 encore peu répandu et assez « mal vu » alors qu'il est aujourd'hui le coup le plus commun. C'est Connors qui, avec Björn Borg, contribua à le populariser et à lui donner ses lettres de noblesse. La longueur exceptionnelle de sa carrière en fit un joueur extrêmement populaire aux États-Unis. Cependant, Connors passa par plusieurs phases auprès du public américain. Peu apprécié dans les années 1970 jusqu’à l'arrivée de John McEnroe, qui monopolisera les rancunes du public au tournant des années 1980, Connors gagna du respect en même temps qu'il gagnait en âge.
L'arrogance de sa jeunesse devint une combativité respectée puis admirée par les Américains, mais aussi par les Européens : un de ses derniers matchs marqua les esprits du public français. En 1/16 de finale de Roland-Garros le 31 mai 1991, face à Michael Chang, Connors lutta durant 3 h 34, ne cédant que par abandon au 5e set, à bout de forces, non sans avoir remporté la 4e manche et le premier point de la 5e sur une attaque de revers. Jimmy Connors explique qu'il a eu des problèmes avec son dos, et que c'était le deuxième match de longue durée en quelques jours, après celui qu'il a eu avec Ronald Agénor, qui a duré 3 h 39 le 29 mai,,.

## Carrière

### Les débuts
Connors débute sur le circuit en 1970 avec en septembre une première victoire sur un joueur du Top 20, Roy Emerson, au premier tour du tournoi de Los Angeles. En septembre 1971, il bat Stan Smith, meilleur joueur du monde du moment, en demi-finale du même tournoi de Los Angeles. Il passe professionnel en 1972. Rapidement, il s'impose comme l'un des grands espoirs américains avec Solomon et Tanner. Durant deux saisons, il parvient à s'emparer de 17 titres professionnels et en particulier celui de l'U.S. Pro 1973 en battant au premier tour Stan Smith et en finale Arthur Ashe. En 1972, Connors se qualifie pour le Masters du Grand prix réservé aux professionnels indépendants (par opposition aux professionnels sous contrat avec l'organisation WCT), démontrant ainsi qu'il fait désormais partie du Top 20 voire du Top 15 des meilleurs joueurs du monde. En 1973, il atteint les quarts de finale de l'US Open, tournoi qui attire le plus beau plateau de l'année devant Roland-Garros. Il joue aussi les quarts de finale à Wimbledon, tournoi dévalué en 1972 (interdit aux pros sous contrat de la WCT) et 1973 (tournoi boycotté par l'ATP avec seulement 4 des 20 meilleurs joueurs du monde du moment, Ilie Năstase, Jan Kodeš, Roger Taylor et Connors lui-même). Fin 1973, tous les experts le classent entre la 5e et la 9e place mondiale (l'ordinateur de l'ATP le plaçant même à une 3e place quelque peu surestimée).

### Le Petit Chelem de 1974: Connors sur le toit du monde
Alors qu'il commence à faire sa place dans le paysage du tennis mondial en 1973, il franchit un cap l'année suivante, triomphant de la génération précédente (dont Ilie Năstase et Stan Smith) en réalisant le Petit Chelem, exploit rare durant l'ère open (réalisé ensuite par Mats Wilander en 1988, Roger Federer en 2004, 2006 et 2007, Rafael Nadal en 2010 et Novak Djokovic en 2011, 2015 , 2021 et 2023). Il emporte d'abord l'Open d'Australie en battant Phil Dent, le père de l'actuel joueur américain Taylor Dent. 
Il est privé des Internationaux de France de tennis, les professionnels américains préférant alors jouer des exhibitions lucratives (un championnat intervilles américain notamment) peu avant le tournoi et hésitant parfois à faire le déplacement parisien. En réaction, Philippe Chatrier, alors président de la FFT bannit du tournoi l'ensemble des joueurs de ces intervilles, dont Connors. Pour lui, c'est une cruelle désillusion car à l'époque il est tout simplement irrésistible, même sur terre battue. En effet à Indianapolis le seul tournoi sur terre battue qu'il joue cette année-là, il bat Björn Borg et Manuel Orantes les vainqueur et finaliste du dernier Roland-Garros. Il enchaîne des victoires à Wimbledon et à l'US Open, écrasant à deux reprises en finale l'Australien Ken Rosewall. 
L'interdiction de disputer Roland-Garros l'a très probablement privé d'un Grand Chelem (que seuls deux joueurs masculins ont réalisés en simple : Donald Budge en 1938, et Rod Laver en 1962 et 1969). Jimmy Connors a porté l'affaire devant la justice en attaquant la Fédération française de tennis. Il prit comme avocat Robert Badinter, mais fut débouté. Il réalisa cette année-là un ratio victoire/rencontre sur une saison de 95,7 % de victoire soit 89 victoires pour quatre défaites seulement contre Karl Meiler à Omaha sur dur indoor, Stan Smith à Nottingham sur herbe, Juan Gisbert à Montréal sur dur et Onny Parun à San Francisco sur moquette indoor, seul John McEnroe fit mieux dix ans plus tard en 1984 avec un ratio de 96,5 %.

### 1975-1978: le duel face à Borg (une rivalité entre deux légendes)
Désormais numéro un mondial, Connors va passer les prochaines années à lutter contre le Suédois Björn Borg, vainqueur de Roland-Garros en 1974 à seulement 18 ans.
En 1975, il réalise un petit chelem de finales perdues, le quatrième de l'histoire du tennis et le seul de l'ère Open. Il perd ses 3 titres contre John Newcombe en Australie (il ne rejouera plus jamais ce tournoi) puis contre le champion américain Arthur Ashe, 33 ans, en finale de Wimbledon, et contre l'Espagnol Manuel Orantes en finale d'un US Open joué pour trois éditions (1975, 1976 et 1977) sur har-tru, nom de la terre battue verte américaine.
Il demeure néanmoins numéro 1 mondial, ne disputant l'année suivante ni l'Open d'Australie, ni Roland-Garros. Battu en 1/4 de finale à Wimbledon par son compatriote et redoutable serveur, Roscoe Tanner, il remporte la finale de l'US Open face à Borg (6-4, 3-6, 7-69, 6-4). Les deux hommes se partagent les titres : Borg l'emporte à Wimbledon, Connors à l'US Open, et les deux hommes s'affrontent souvent en finale des autres tournois prestigieux.
Ces années, deux personnes lui apportent un soutien technique, l'une l'ayant propulsé dans le tennis avec une volonté titanesque, sa mère, Gloria Connors (décédée en janvier 2007), elle-même ancienne joueuse de haut niveau et enseignant le tennis professionnellement, mais aussi un joueur lui aussi atypique, Pancho Segura.
En 1977, toujours numéro 1 mondial, il cède lors de deux finales majeures, d'abord à Wimbledon face à Borg lors d'une homérique lutte de 5 sets (6-3, 2-6, 1-6, 7-5, 4-6), revenant de 0-4 à 4-4 (15/0) dans le cinquième set, puis commettant une double faute et multipliant dès lors les fautes directes face à un Borg imperturbable. Puis à l'US Open, il échoue face à l'Argentin Guillermo Vilas, récent vainqueur des Internationaux de France de tennis, dans un match qu'il croit avoir à sa main avec de multiples occasions de mener deux sets à un, craquant complètement par la suite face à un Vilas aussi solide et impitoyable que l'avait été Borg deux mois plus tôt. À cette occasion, le public assiste à un déroulement de fin de match inédit. Sur une balle de match, après en avoir sauvé plusieurs, une approche de coup droit de Connors est jugée ligne, puis faute. Le public envahit alors le central et rend impossible toute contestation, portant bientôt l'Argentin en triomphe ; un des spectateurs ayant envahi le terrain allant même jusqu'à provoquer Connors qui l'accueillit en retour d'un coup de poing. Ces émotions passées, l'Américain remporte son unique Masters en janvier 1978, à New York, battant Borg en finale (6-4, 1-6, 6-4), lui-même ayant battu Vilas (6-3, 6-3) en demi-finale, adversaire qu'il s'était choisi en déclarant forfait dans son dernier match de poule, afin d'éviter d'affronter l'Américain à ce stade de la compétition, là où Vilas avait lui battu Connors en poule (6-4, 3-6, 7-5).

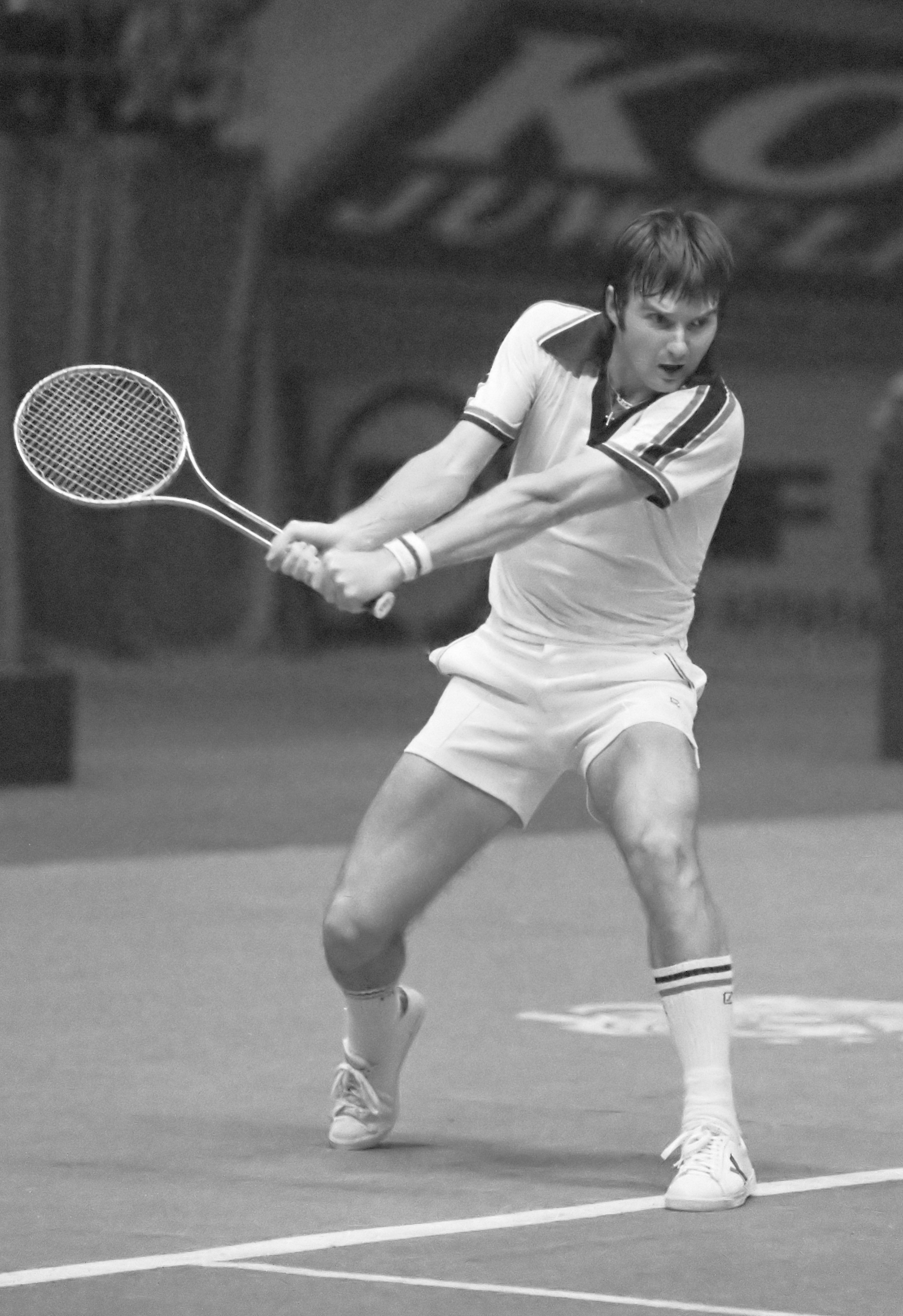
Jimmy Connors en 1978 à Rotterdam.

Semblant pour la première fois un brin disposé à revenir sur ses bouderies passées et à gratifier Roland-Garros de sa venue, il tombe malade au printemps, et une mononucléose le tient éloigné des terrains plus d'un mois. Ce n'est, selon ce qui est devenu une habitude, qu'en Angleterre et sur herbe qu'il retrouve son meilleur niveau face à un Borg au maximum de son rayonnement après sa quinzaine parisienne triomphale de 1978. Jimmy Connors perd sèchement (6-2, 6-2, 6-3), trouvant face à lui un joueur métamorphosé qui attaque sans relâche, montant, volleyant, et servant avec un à-propos désarçonnant auquel il ne sait psychologiquement répondre. Passé ce nouveau traumatisme, la finale de Flushing Meadows est l'occasion pour lui d'une vivifiante revanche. Le nouveau stade où se tient l'US Open, Flushing Meadows dans le borough du Queens, dispose d'une nouvelle surface, le ciment américain ("Déco Turf2"), au rebond plus franc, plus haut, parfaitement adapté au jeu de l'Américain. Il triomphe 6-4, 6-2, 6-2, donnant là une éclatante démonstration d'agressivité maîtrisée, face à un Borg très affûté malgré une blessure au pouce. Ce match est, malgré l'apparente sécheresse du score, un des meilleurs qu'ils aient partagés, car même si dès le début du second set le dénouement pour Connors semble inéluctable, le Suédois donne une superbe réplique à son bourreau du jour. En demi-finale, Connors a écarté son jeune compatriote John McEnroe (6-3, 6-2, 7-5), comme il l'avait fait à Wimbledon un an et demi plus tôt, revenant cette fois de 1-5 à 7-5 dans le troisième set.
À la fin de l'année 1978, la carrière de Connors se ralentit, du fait de l'arrivée au plus haut niveau de son compatriote serveur-volleyeur McEnroe, et surtout du fait qu'un changement radical survient dans sa vie affective. En effet, loin de toute famille, il se marie à Tokyo avec une playmate américaine dont il aura un enfant (Brett) dès les mois suivants (août 1979). L'agressivité de son jeu s'en trouve conséquemment émoussée au moment où Borg devient de plus en plus fort physiquement et où McEnroe trouve enfin sa vitesse de croisière et se convainc pleinement de son aptitude à s'immiscer entre eux.

### Le déclin

Jimmy Connors en 1981.

Lors des saisons 1979 à 1981, Connors n'atteint pas une seule finale de tournoi du Grand Chelem, et remporte de moins en moins de titres professionnels. Dans les tournois du Grand Chelem, il est battu constamment par McEnroe et Borg. Il revient à Roland-Garros en 1979, pour la première fois depuis 1973. C'est le seul grand titre qui manque à son palmarès. Il échoue face au Paraguayen Víctor Pecci en demi-finale en 1979, face à l'Américain Vitas Gerulaitis en demi-finale en 1980 et face à l'Argentin José Luis Clerc en quart de finale en 1981, étant à cette unique occasion à quelques points de la victoire dans le quatrième set. Des regrets, il peut en avoir cette année-là, puisque son adversaire suivant aurait été Ivan Lendl, joueur qu'il avait implacablement dominé jusque-là. Il est vrai que le jeu de Connors s'accommode mal d'une terre battue humide et lourde face à Clerc, et déjà différente le lendemain avec le beau temps qui s'installe, permettant aux échanges de s'accélérer… Il manque ainsi sa dernière chance de défier Borg sur ses terres parisiennes, dans la finale la plus espérée de l'époque.
Il semble alors incapable de battre Borg et McEnroe dans les tournois majeurs, avec trois défaites successives en demi-finales de Wimbledon en 1979, 1980 et 1981 face à eux. Descendu à la troisième place mondiale, il échoue également en demi-finales de l'US Open ces années-là. Parfois, les défaites sont sévères, comme à Wimbledon 1979 (victoire de Borg 6-2, 6-3, 6-2) ou à l'US Open 1981 (toujours face à Borg, 6-2, 7-5, 6-4), partie où il mena toutefois 4-1 au second set, obtenant même plusieurs balles de 5-1, avec service à suivre. Borg sert à cette occasion une pluie d'aces qui semblent casser le moral de l'Américain.
Il parvient cependant à menacer ses deux rivaux en demi-finale de Wimbledon 1981, Borg ne l'emportant qu'en cinq sets (0-6, 4-6, 6-3, 6-0, 6-4). À l'US Open 1980, il faut attendre le tie-break du 5e set pour que McEnroe parvienne à l'éliminer (6-4, 5-7, 0-6, 6-3, 7-6). De même, aux Masters de janvier 1980 et 1981, il est par deux fois proche d'un succès face à Borg (6-3, 3-6, 6-7 et 4-6, 7-6, 3-6). 

### Le retour au premier plan
Borg, mentalement fatigué par une douzaine d'années entièrement consacrées au tennis, part en semi-retraite en octobre 1981 et laisse ainsi à McEnroe, Lendl et Connors le soin de se disputer le leadership du tennis. Connors redevient no 1 mondial en 1982 aux dépens de McEnroe à la faveur de deux victoires à Wimbledon face à McEnroe en finale (3-6 6-3 6-7 7-6 6-4) et à l'US Open face à Ivan Lendl. L'année suivante, il gagne son dernier titre du grand chelem à 31 ans, à l'US Open toujours face à Lendl.
Malgré son âge, il demeure dans les dix meilleurs joueurs du monde jusqu'en 1989. Il ne parvient toujours pas à gagner Roland-Garros (demi-finaliste en 1984 et 1985, quart de finaliste en 1981, 1982, 1983 et 1987) et ne rejoue pas l'Open d'Australie, bien que ce tournoi soit désormais joué en janvier sur une surface différente, attirant à nouveau tous les meilleurs joueurs mondiaux. Il parvient néanmoins à revivre l'excitation d'une finale de Wimbledon en 1984, perdue 6-1 6-1 6-2 face à un McEnroe cette année-là au sommet de son art (avec toutefois une superbe victoire sur Lendl), et en 1987 à presque 35 ans, la plus belle remontée de l'histoire de Wimbledon (de 1-6 1-6 1-4… face au Suédois Mikael Pernfors) ne cédant plus qu'en demi-finale face au futur vainqueur l'australien Pat Cash. Il fait encore partie du dernier carré aux US Open 1984 (réalisant au passage un des plus beaux matchs de l'histoire, ferraillant cinq sets avec un McEnroe alors intouchable sur surface rapide, son rival ne perdant sur cette surface qu'un seul match sur toute la saison...) et 1985, sombrant pour la première fois face à Lendl en grand chelem sur surface rapide, à plus de 33 ans.
L'arrivée d'une nouvelle génération, avec le suédois Stefan Edberg, l'allemand Boris Becker ou son compatriote Andre Agassi provoque son lent recul de la hiérarchie mondiale. Il continue néanmoins à jouer et à gagner quelques titres professionnels (2 en 1988, 2 en 1989, battant à l'occasion - US Open 89 et à 37 ans - le numéro deux mondial, Stefan Edberg, en ne lui abandonnant que six jeux en trois sets !). Encore quart de finaliste face à Agassi aux US Open 1988 (pour la première fois - à 37 ans - dépassé par un joueur plus vif et rapide que lui) et 1989 (faisant cette fois jeu égal avec le Kid de Las Vegas, de 18 ans son cadet...), il semble se retirer en 1990, n'obtenant cette saison pour seul résultat qu'une défaite au premier tour (face à Agenor qu'il retrouvera victorieusement lors d'un mémorable second tour du Roland-Garros de l'année suivante) du tournoi de Toulouse, dont il était le double tenant du titre (88 et 89, titres acquis face à Chesnokov puis… McEnroe). Il semble alors incapable d'un nouveau coup d'éclat, avec depuis plusieurs mois un poignet gauche douloureux, bientôt opéré.

### Dernier retour
Il revient cependant en 1991 au plus haut niveau. À 38 ans, alors qu'il est classé au-delà de la 100e place mondiale, il pousse l'ancien vainqueur Michael Chang aux cinq sets en 1/16 de finale Roland-Garros et élimine son compatriote Aaron Krickstein à Wimbledon.
Alors qu'il obtient une invitation pour disputer l'US Open, il se hisse en demi-finales du tournoi, après quelques matchs restés dans les mémoires : face à Patrick McEnroe, le frère de John battu 4-6 6-7 6-4 6-2 6-4, et le jour de son 39e anniversaire, face à Aaron Krickstein, ancien demi-finaliste du tournoi, qui mène pourtant 5-2 dans la dernière manche. Il affronte ensuite le vainqueur de Boris Becker: Paul Haarhuis en quart de finale au cours d'un match inoubliable avec notamment cette balle de break remportée au milieu d'un stade en délire. Haarhuis lui-même avouera n'avoir jamais entendu un bruit pareil sur un court de tennis de toute sa vie. Son parcours s'achève en demi-finales face à Jim Courier, en trois sets.
Après cette saison, Connors réalise une dernière tournée d'adieux en 1992, plus discrète, pauvre cette fois en victoires tonitruantes, fêtant tout de même sur le court son quarantième anniversaire et son 22e US Open (record) par une victoire probante (6-1, 6-2, 6-3) sur le Brésilien Jaime Oncins au premier tour. C'est son dernier match gagné en Grand Chelem, Lendl prenant un malin plaisir à l'user jusqu’à la corde au tour suivant, ne lui laissant plus gagner un jeu au quatrième et dernier set, vengeant le 6-0 que lui avait infligé l'Américain lors de la finale de 1983.
Il rejoue encore quelques matchs sur le circuit les années suivantes. Il atteint ainsi les quarts de finale du tournoi de Halle en 1995 et dispute son dernier match à Atlanta l'année suivante.
Il participe ensuite quelques années au « Senior tour », dont il a initié la création, terminant en tête des six premières éditions, battant à nouveau Borg et McEnroe bien plus souvent qu'à son tour.
Jimmy Connors abandonne définitivement la compétition en l'an 2000. Il devient l'entraîneur de l'Américain Andy Roddick de 2006 à 2008, lui permettant de revenir au premier plan.
Il est membre du International Tennis Hall of Fame depuis 1998.

### Entraîneur
Entre 2006 et 2007, Jimmy Connors entraîne Andy Roddick. En 2008, il entraîne brièvement la Russe Maria Sharapova. Le 13 juillet 2013, Maria Sharapova annonce que Jimmy Connors est de nouveau son entraîneur, mais il est remercié après un mois et un match de collaboration.

## Classement ATP en fin de saison
| 1973 | 1974 | 1975 | 1976 | 1977 | 1978 | 1979 | 1980 | 1981 | 1982 | 1983 | 1984 | 1985 | 1986 | 1987 | 1988 | 1989 | 1990 | 1991 | 1992 |
| ---- | ---- | ---- | ---- | ---- | ---- | ---- | ---- | ---- | ---- | ---- | ---- | ---- | ---- | ---- | ---- | ---- | ---- | ---- | ---- |
| 3    | 1    | 1    | 1    | 1    | 1    | 2    | 3    | 3    | 2    | 3    | 2    | 4    | 8    | 4    | 7    | 14   | 936  | 50   | 88   |

## Parcours dans les tournois duGrand Chelem

### En simple
| Année | Open d'Australie | Open d'Australie | Internationaux de France | Internationaux de France | Wimbledon       | Wimbledon     | US Open         | US Open     | Open d'Australie | Open d'Australie |
| ----- | ---------------- | ---------------- | ------------------------ | ------------------------ | --------------- | ------------- | --------------- | ----------- | ---------------- | ---------------- |
| 1970  | —                | —                | —                        | —                        | —               | —             | 1er tour (1/64) | M. Cox      | n.o.             | n.o.             |
| 1971  | —                | —                | —                        | —                        | 1er tour (1/64) | R. Carmichael | 2e tour (1/32)  | C. Dibley   | n.o.             | n.o.             |
| 1972  | —                | —                | 3e tour (1/16)           | H. Solomon               | 1/4 de finale   | I. Năstase    | 1er tour (1/64) | T. Gorman   | n.o.             | n.o.             |
| 1973  | —                | —                | 1er tour (1/64)          | R. Ramírez               | 1/4 de finale   | A. Metreveli  | 1/4 de finale   | J. Newcombe | n.o.             | n.o.             |
| 1974  | Victoire         | P. Dent          | —                        | —                        | Victoire        | K. Rosewall   | Victoire        | K. Rosewall | n.o.             | n.o.             |
| 1975  | Finale           | J. Newcombe      | —                        | —                        | Finale          | A. Ashe       | Finale          | M. Orantes  | n.o.             | n.o.             |
| 1976  | —                | —                | —                        | —                        | 1/4 de finale   | R. Tanner     | Victoire        | B. Borg     | n.o.             | n.o.             |
| 1977  | —                | —                | —                        | —                        | Finale          | B. Borg       | Finale          | G. Vilas    | —                | —                |
| 1978  | n.o.             | n.o.             | —                        | —                        | Finale          | B. Borg       | Victoire        | B. Borg     | —                | —                |
| 1979  | n.o.             | n.o.             | 1/2 finale               | V. Pecci                 | 1/2 finale      | B. Borg       | 1/2 finale      | J. McEnroe  | —                | —                |
| 1980  | n.o.             | n.o.             | 1/2 finale               | V. Gerulaitis            | 1/2 finale      | J. McEnroe    | 1/2 finale      | J. McEnroe  | —                | —                |
| 1981  | n.o.             | n.o.             | 1/4 de finale            | J. L. Clerc              | 1/2 finale      | B. Borg       | 1/2 finale      | B. Borg     | —                | —                |
| 1982  | n.o.             | n.o.             | 1/4 de finale            | J. Higueras              | Victoire        | J. McEnroe    | Victoire        | I. Lendl    | —                | —                |
| 1983  | n.o.             | n.o.             | 1/4 de finale            | Roger-Vasselin           | 1/8 de finale   | K. Curren     | Victoire        | I. Lendl    | —                | —                |
| 1984  | n.o.             | n.o.             | 1/2 finale               | J. McEnroe               | Finale          | J. McEnroe    | 1/2 finale      | J. McEnroe  | —                | —                |
| 1985  | n.o.             | n.o.             | 1/2 finale               | I. Lendl                 | 1/2 finale      | K. Curren     | 1/2 finale      | I. Lendl    | —                | —                |
| 1986  | n.o.             | n.o.             | —                        | —                        | 1er tour (1/64) | R. Seguso     | 3e tour (1/16)  | T. Witsken  | n.o.             | n.o.             |
| 1987  | —                | —                | 1/4 de finale            | Bo. Becker               | 1/2 finale      | P. Cash       | 1/2 finale      | I. Lendl    | n.o.             | n.o.             |
| 1988  | —                | —                | —                        | —                        | 1/8 de finale   | P. Kühnen     | 1/4 de finale   | A. Agassi   | n.o.             | n.o.             |
| 1989  | —                | —                | 2e tour (1/32)           | J. Berger                | 2e tour (1/32)  | D. Goldie     | 1/4 de finale   | A. Agassi   | n.o.             | n.o.             |
| 1990  | —                | —                | —                        | —                        | —               | —             | —               | —           | n.o.             | n.o.             |
| 1991  | —                | —                | 3e tour (1/16)           | M. Chang                 | 3e tour (1/16)  | D. Rostagno   | 1/2 finale      | J. Courier  | n.o.             | n.o.             |
| 1992  | —                | —                | 1er tour (1/64)          | M. Stich                 | 1er tour (1/64) | L. Herrera    | 2e tour (1/32)  | I. Lendl    | n.o.             | n.o.             |

N.B. : à droite du résultat se trouve le nom de l'ultime adversaire.

#### Victoires: 8
| Année | Tournoi                    | Adversaire en finale | Score                   |
| 1974  | Open d'Australie           | Phil Dent            | 7-6, 6-4, 4-6, 6-3      |
| 1974  | Wimbledon                  | Ken Rosewall         | 6-1, 6-1, 6-4           |
| 1974  | US Open (Forest Hills)     | Ken Rosewall         | 6-1, 6-0, 6-1           |
| 1976  | US Open (Forest Hills) (2) | Björn Borg           | 6-4, 3-6, 7-6, 6-4      |
| 1978  | US Open (3)                | Björn Borg           | 6-4, 6-2, 6-2           |
| 1982  | Wimbledon (2)              | John McEnroe         | 3-6, 6-3, 6-7, 7-6, 6-4 |
| 1982  | US Open (4)                | Ivan Lendl           | 6-3, 6-2, 4-6, 6-4      |
| 1983  | US Open (5)                | Ivan Lendl           | 6-3, 6-7, 7-5, 6-0      |

#### Finales: 7
| Année | Tournoi                    | Adversaire en finale | Score                   |
| 1975  | Open d'Australie           | John Newcombe        | 7-5, 3-6, 6-4, 7-5      |
| 1975  | Wimbledon                  | Arthur Ashe          | 6-1, 6-1, 5-7, 6-4      |
| 1975  | US Open (Forest Hills)     | Manuel Orantes       | 6-4, 6-3, 6-3           |
| 1977  | Wimbledon (2)              | Björn Borg           | 3-6, 6-2, 6-1, 5-7, 6-4 |
| 1977  | US Open (Forest Hills) (2) | Guillermo Vilas      | 2-6, 6-3, 7-5, 6-0      |
| 1978  | Wimbledon (3)              | Björn Borg           | 6-2, 6-2, 6-3           |
| 1984  | Wimbledon (4)              | John McEnroe         | 6-1, 6-1, 6-2           |

### En double
| Année       | Open d'Australie                                                                  | Open d'Australie | Internationaux de France                                                               | Internationaux de France                                                         | Wimbledon                                                                        | Wimbledon                                                                    | US Open                                                                         | US Open | Open d'Australie | Open d'Australie |
| ----------- | --------------------------------------------------------------------------------- | ---------------- | -------------------------------------------------------------------------------------- | -------------------------------------------------------------------------------- | -------------------------------------------------------------------------------- | ---------------------------------------------------------------------------- | ------------------------------------------------------------------------------- | ------- | ---------------- | ---------------- |
| 1970        | —                                                                                 | —                | —                                                                                      | —                                                                                | —                                                                                | —                                                                            | 1/4 de finale P. Gonzales \|\| style="text-align:left;" \| P. Cornejo J. Fillol | n.o.    | n.o.             |                  |
| 1971        | —                                                                                 | —                | —                                                                                      | —                                                                                | 1er tour (1/32) P. Gonzales \|\| style="text-align:left;" \| F. Pala V. Zedník   | 1/8 de finale T. Ryan \|\| style="text-align:left;" \| B. Hewitt F. McMillan | n.o.                                                                            | n.o.    |                  |                  |
| 1972        | —                                                                                 | —                | 1/2 finale T. Gorman \|\| style="text-align:left;" \| B. Hewitt F. McMillan            | 1er tour (1/32) T. Gorman \|\| style="text-align:left;" \| B. Hewitt F. McMillan | 1/8 de finale T. Gorman \|\| style="text-align:left;" \| R. McKinley D. Stockton | n.o.                                                                         | n.o.                                                                            |         |                  |                  |
| 1973        | —                                                                                 | —                | Finale I. Năstase                                                                      | Newcombe T. Okker                                                                | Victoire I. Năstase                                                              | J. Cooper N. Fraser                                                          | —                                                                               | —       | n.o.             | n.o.             |
| 1974        | 1/8 de finale B. Borg \|\| style="text-align:left;" \| I. Fletcher K. Warwick     | —                | —                                                                                      | 1/2 finale I. Năstase \|\| style="text-align:left;" \| Newcombe T. Roche         | 1er tour (1/32) S. Segura \|\| style="text-align:left;" \| P. Dupré A. Neely     | n.o.                                                                         | n.o.                                                                            |         |                  |                  |
| 1975        | 1er tour (1/16) S. Segura \|\| style="text-align:left;" \| W. Jacques J. Eastburn | —                | —                                                                                      | 2e tour (1/16) I. Năstase \|\| style="text-align:left;" \| D. Crealy N. Pilić    | Victoire I. Năstase                                                              | T. Okker M. Riessen                                                          | n.o.                                                                            | n.o.    |                  |                  |
| 1976        | —                                                                                 | —                | —                                                                                      | —                                                                                | 2e tour (1/16) I. Năstase \|\| style="text-align:left;" \| S. Ball N. Pilić      | —                                                                            | —                                                                               | n.o.    | n.o.             |                  |
| 1977 - 1988 | —                                                                                 | —                | —                                                                                      | —                                                                                | —                                                                                | —                                                                            | —                                                                               | —       | —                | —                |
| 1989        | —                                                                                 | —                | 1er tour (1/32) V. Gerulaitis \|\| style="text-align:left;" \| J. Fitzgerald A. Järryd | —                                                                                | —                                                                                | —                                                                            | —                                                                               | n.o.    | n.o.             |                  |

N.B. : le nom du ou de la partenaire se trouve sous le résultat ; les noms des ultimes adversaires se trouvent à droite.

## Parcours aux Masters
| Masters Cup | Masters Cup                                                 | Masters Cup     |
| Année       | Résultat                                                    | Adversaire      |
| ----------- | ----------------------------------------------------------- | --------------- |
| 1972        | 1/2 finale \|\| style="text-align:left" \| Ilie Năstase     |                 |
| 1973        | 1/2 finale \|\| style="text-align:left" \| Ilie Năstase     |                 |
| 1974        | Forfait                                                     | Échec           |
| 1975        | Forfait                                                     | Échec           |
| 1976        | Forfait                                                     | Échec           |
| 1977        | Victoire                                                    | Björn Borg      |
| 1978        | Élimination en poule                                        | Arthur Ashe     |
| 1979        | 1/2 finale \|\| style="text-align:left" \| Vitas Gerulaitis |                 |
| 1980        | 1/2 finale \|\| style="text-align:left" \| Björn Borg       |                 |
| 1981        | 1/8 finale                                                  | Eliot Teltscher |
| 1982        | 1/2 finale \|\| style="text-align:left" \| Ivan Lendl       |                 |
| 1983        | 1/2 finale \|\| style="text-align:left" \| Ivan Lendl       |                 |
| 1984        | 1/2 finale \|\| style="text-align:left" \| Ivan Lendl       |                 |
| 1985        | Forfait                                                     | Échec           |
| 1986        | Forfait                                                     | Échec           |
| 1987        | Élimination en poule                                        | Brad Gilbert    |
| 1988        | Forfait                                                     | Échec           |

## Détail de ses performances en Grands Chelems et aux Masters
| Tournoi          | 1970 | 1971 | 1972 | 1973 | 1974 | 1975 | 1976 | 1977 | 1978 | 1979 | 1980 | 1981 | 1982 | 1983 | 1984 | 1985 | 1986 | 1987 | 1988 | 1989 | 1990 | 1991 | 1992 | Carrière | V-D   |
| ---------------- | ---- | ---- | ---- | ---- | ---- | ---- | ---- | ---- | ---- | ---- | ---- | ---- | ---- | ---- | ---- | ---- | ---- | ---- | ---- | ---- | ---- | ---- | ---- | -------- | ----- |
| Open d'Australie | -    | -    | -    | -    | V    | F    | -    | -    | -    | -    | -    | -    | -    | -    | -    | -    | -    | -    | -    | -    | -    | -    | -    | 1        | 10-1  |
| Roland-Garros    | -    | -    | 3T   | 1T   | -    | -    | -    | -    | -    | DF   | DF   | QF   | QF   | QF   | DF   | DF   | -    | QF   | -    | 2T   | -    | 3T   | 1T   | 0        | 40-13 |
| Wimbledon        | -    | -    | QF   | QF   | V    | F    | QF   | F    | F    | DF   | DF   | DF   | V    | 4T   | F    | DF   | 1T   | DF   | 4T   | 2T   | -    | 3T   | 1T   | 2        | 84-18 |
| US Open          | 1T   | 2T   | 1T   | QF   | V    | F    | V    | F    | V    | DF   | DF   | DF   | V    | V    | DF   | DF   | 3T   | DF   | QF   | QF   | -    | DF   | 2T   | 5        | 98-17 |
| Masters          | -    | -    | DF   | DF   | -    | -    | -    | V    | RR   | DF   | DF   | RR   | DF   | DF   | DF   | -    | -    | RR   | -    | -    | -    | -    | -    | 1        | 18-17 |

S'il n'avait pas échoué aux qualifications (il perd dès le premier match contre Robert Potthast) de l'US Open de tennis en 1969 il aurait comme Fabrice Santoro joué sur quatre décennies différentes dans un tableau principal de tournoi du Grand Chelem.

## Records dans l’ère Open
- Il est le joueur qui a gagné le plus de tournois ATP (109[7]).
- Il est le joueur qui a gagné le plus de matchs en tournois ATP (1274[7]).
- Il est le joueur qui a gagné le plus de tournois en intérieur avec 53[7] titres (1972-1989).
- Il est le joueur qui a gagné le plus de matchs en intérieur (468[7]).
- Il est le joueur qui a gagné le plus de tournois sur moquette (45[7]).
- Il est le joueur qui a gagné le plus de matchs à l’US Open (98).
- Il est le joueur qui a gagné le plus de matchs sur moquette (382[7]).
- Il est le joueur qui a atteint le plus de finales en tournois ATP (164[8]).
- Il est le joueur qui a atteint le plus de fois de suite les demi-finales d’un même tournoi du Grand Chelem (12 à l’US Open de 1974 à 1985).
- Il est le joueur qui a atteint le plus de fois de suite les quarts de finale d’un même tournoi du Grand Chelem (13 à l’US Open de 1973 à 1985).
- Il est le joueur qui a atteint le plus de fois les demi-finales de l’US Open (14).
- Il est le joueur qui a atteint le plus de fois les quarts de finale de l’US Open (17).
- Il est le joueur qui a disputé le plus d'US Open (22).
- Il est le joueur qui a disputé le plus d'US Open consécutivement (20).
- Il est le joueur qui a enchaîné le plus de saisons classées à l'ordinateur (1973-1996[9]).
- Il co-détient avec Roger Federer et Pete Sampras le record de titres à l’US Open (5).

## Palmarès

### Titres en simple (1972-1989): 149

#### Titres en simple ATP: 109
- 109 recensés par le site Web de l'ATP[10].

|     | Année | Date              | Nom et lieu du tournoi                                     | Surface          | Finaliste         | Score                   |
| --- | ----- | ----------------- | ---------------------------------------------------------- | ---------------- | ----------------- | ----------------------- |
| 1   | 1972  | 12-16 janvier     | Jacksonville Florida International (États-Unis)            | Dur (int.)       | Clark Graebner    | 7-5, 6-4                |
| 2   | 1972  | 21-23 janvier     | Roanoke Virginia International (États-Unis)                | Dur (int.)       | Vladimír Zedník   | 6-4, 7-6                |
| 3   | 1972  | 19-24 juin        | Queen's (Londres) Grass Court (Angleterre)                 | Gazon            | John Paish        | 6-2, 6-3                |
| 4   | 1972  | 17-23 juillet     | Columbus Buckeye Classic (États-Unis)                      | Dur              | Andrew Pattison   | 7-5, 6-3, 7-5           |
| 5   | 1972  | 1-8 août          | Cincinnati Western Championships (États-Unis)              | Terre battue     | Guillermo Vilas   | 6-3, 6-3                |
| 6   | 1972  | 23-30 sep.        | Albany Golden Gate Pacific Coast (États-Unis)              | Moquette (ext.)  | Roscoe Tanner     | 6-2, 7-6                |
| 7   | 1973  | 1-7 janvier       | Baltimore International Indoor (États-Unis)                | Dur (int.)       | Sandy Mayer       | 6-4, 7-5                |
| 8   | 1973  | 15-21 janvier     | Roanoke Virginia International (États-Unis)                | Dur              | Ian Fletcher      | 6-2, 6-3                |
| 9   | 1973  | 5-11 février      | Salt Lake City Utah International (États-Unis)             | Dur (int.)       | Paul Gerken       | 6-1, 6-2                |
| 10  | 1973  | 19-24 février     | Salisbury U.S. National Indoor (États-Unis)                | Dur (int.)       | Karl Meiler       | 7-6, 7-6, 6-3           |
| 11  | 1973  | 26 fév-3 mars     | Hampton Coliseum Mall International (États-Unis)           | Dur (int.)       | Ilie Năstase      | 4-6, 6-3, 7-5, 6-3      |
| 12  | 1973  | 5-10 mars         | Paramus Garcia Tennis Classic (États-Unis)                 | Dur (int.)       | Clark Graebner    | 6-1, 6-2                |
| 13  | 1973  | 16-23 juillet     | Boston US Pro Championships (États-Unis)                   | Dur              | Arthur Ashe       | 6-3, 4-6, 6-4, 3-6, 6-2 |
| 14  | 1973  | 30 juil-5 août    | Columbus City National Buckeye (États-Unis)                | Dur              | Charlie Pasarell  | 3-6, 6-3, 6-3           |
| 15  | 1973  | 17-23 sep.        | Los Angeles Pacific Southwest Open (États-Unis)            | Dur              | Tom Okker         | 7-5, 7-6                |
| 16  | 1973  | 1-7 oct.          | Québec Rothmans International (Canada)                     | Moquette (int.)? | Marty Riessen     | 6-1, 6-4, 6-7, 6-0      |
| 17  | 1973  | 20-27 nov.        | Johannesburg South African Open (Afrique du Sud)           | Dur              | Arthur Ashe       | 6-4, 7-6, 6-3           |
| 18  | 1974  | 26 déc-1er Jan.   | Australian Open (Melbourne) (Australie)                    | Gazon            | Phil Dent         | 7-6, 6-4, 4-6, 6-3      |
| 19  | 1974  | 14-20 janvier     | Roanoke Virginia International (États-Unis)                | Dur?(int.)       | Karl Meiler       | 6-4, 6-3                |
| 20  | 1974  | 4-10 février      | Little Rock Arkansas International (États-Unis)            | Moquette (int.)  | Karl Meiler       | 6-2, 6-1                |
| 21  | 1974  | 11-17 février     | Birmingham International Indoor (États-Unis)               | Moquette (int.)  | Sandy Mayer       | 7-5, 6-3                |
| 22  | 1974  | 18-24 février     | Salisbury U.S. National Indoor (États-Unis)                | Moquette (int.)  | Frew McMillan     | 6-4, 7-5, 6-3           |
| 23  | 1974  | 4-10 mars         | Hampton Coliseum Mall International (États-Unis)           | Moquette (int.)  | Ilie Năstase      | 6-4, 6-4                |
| 24  | 1974  | 18-24 mars        | Salt Lake City Utah International (États-Unis)             | Moquette?(int.)  | Vitas Gerulaitis  | 4-6, 7-6, 6-3           |
| 25  | 1974  | 25-31 mars        | Tempe Arizona International (États-Unis)                   | Dur              | Vijay Amritraj    | 6-2, 6-3                |
| 26  | 1974  | 3-8 juin          | Manchester Northern Grass Court (Angleterre)               | Gazon            | Mike Collins      | 13-11, 6-2              |
| 27  | 1974  | 24 juin-6 juil.   | Wimbledon (Angleterre)                                     | Gazon            | Ken Rosewall      | 6-1, 6-1, 6-4           |
| 28  | 1974  | 5-11 août         | Indianapolis U.S. Clay Court (États-Unis)                  | Terre battue     | Björn Borg        | 5-7, 6-3, 6-4           |
| 29  | 1974  | 27 août-8 sep.    | US Open (Forest Hills) (États-Unis)                        | Gazon            | Ken Rosewall      | 6-1, 6-0, 6-1           |
| 30  | 1974  | 17-23 sep.        | Los Angeles Pacific Southwest Open (États-Unis)            | Dur              | Harold Solomon    | 6-3, 6-1                |
| 31  | 1974  | 11-16 nov.        | Londres Dewar Cup (Angleterre)                             | Moquette (int.)  | Brian Gottfried   | 6-2, 7-6                |
| 32  | 1974  | 18-26 nov.        | Johannesburg South African Open (Afrique du Sud)           | Dur              | Arthur Ashe       | 7-6, 6-3, 6-1           |
| 33  | 1975  | 13-18 janvier     | Freeport International Tennis Open (Bahamas)               | Dur?(o)          | Karl Meiler       | 6-0, 6-2                |
| 34  | 1975  | 20-26 janvier     | Birmingham International Indoor (États-Unis)               | Moquette (int.)  | Billy Martin      | 6-4, 6-3                |
| 35  | 1975  | 10-16 février     | Salisbury U.S. National Indoor (États-Unis)                | Moquette (int.)  | Vitas Gerulaitis  | 5-7, 7-5, 6-1, 3-6, 6-0 |
| 36  | 1975  | 17-23 février     | Boca Raton Boca West International (États-Unis)            | Dur              | Jürgen Fassbender | 6-4, 6-2                |
| 37  | 1975  | 10-16 mars        | Hampton Coliseum Mall International (États-Unis)           | Moquette (int.)  | Jan Kodeš         | 3-6, 6-3, 6-0           |
| 38  | 1975  | 21-27 avril       | Denver/WCT United Bank Classic (États-Unis)                | Moquette (int.)  | Brian Gottfried   | 6-3, 6-4                |
| 39  | 1975  | 4-10 août         | North Conway Volvo International (États-Unis)              | Terre battue     | Ken Rosewall      | 6-2, 6-2                |
| 40  | 1975  | 15-21 sep.        | Hamilton Princess Tennis Classic (Bermudes)                | Terre battue     | Vitas Gerulaitis  | 6-1, 6-4                |
| 41  | 1975  | 29 sep.-5 oct.    | Maui Island Holidays Pro Tennis (États-Unis)               | Dur              | Sandy Mayer       | 6-1, 6-0                |
| 42  | 1976  | 20-25 janvier     | Birmingham/WCT International Indoor (États-Unis)           | Moquette (int.)  | Roscoe Tanner     | 6-4, 3-6, 6-1           |
| 43  | 1976  | 25 jan-1er fév.   | Philadelphie/WCT U.S. Pro Indoor (États-Unis)              | Moquette (int.)  | Björn Borg        | 7-6, 6-4, 6-0           |
| 44  | 1976  | 8-14 mars         | Hampton Coliseum Mall International (États-Unis)           | Moquette (int.)  | Ilie Năstase      | 6-2, 6-2, 6-2           |
| 45  | 1976  | 22-28 mars        | Palm Springs American Airlines Tennis (États-Unis)         | Dur              | Roscoe Tanner     | 6-4, 6-4                |
| 46  | 1976  | 20-25 avril       | Denver/WCT United Bank Classic (États-Unis)                | Moquette (int.)  | Ross Case         | 7-6, 6-2                |
| 47  | 1976  | 10-16 mai         | Las Vegas Alan King Classic (États-Unis)                   | Dur              | Ken Rosewall      | 6-1, 6-3                |
| 48  | 1976  | 19-26 juillet     | Washington Star International (États-Unis)                 | Terre battue     | Raúl Ramírez      | 6-2, 6-4                |
| 49  | 1976  | 1-8 août          | North Conway Volvo International (États-Unis)              | Terre battue     | Raúl Ramírez      | 7-6, 4-6, 6-3           |
| 50  | 1976  | 9-16 août         | Indianapolis U.S. Clay Court (États-Unis)                  | Terre battue     | Wojtek Fibak      | 6-2, 6-4                |
| 51  | 1976  | 1-12 sep.         | US Open (Forest Hills) (États-Unis)                        | Terre battue     | Björn Borg        | 6-4, 3-6, 7-6, 6-4      |
| 52  | 1976  | 1-7 novembre      | Cologne Cup (Allemagne)                                    | Moquette (int.)  | Frew McMillan     | 6-2, 6-3                |
| 53  | 1976  | 15-21 novembre    | Tournoi de tennis de Wembley (Londres) Indoor (Angleterre) | Moquette (int.)  | Roscoe Tanner     | 3-6, 7-6, 6-4           |
| 54  | 1977  | 12-16 janvier     | Birmingham/WCT International Indoor (États-Unis)           | Moquette (int.)  | Bill Scanlon      | 6-3, 6-3                |
| 55  | 1977  | 14-20 mars        | Saint-Louis/WCT Classic (États-Unis)                       | Moquette (int.)  | John Alexander    | 7-6, 6-2                |
| 56  | 1977  | 25 avr-1er mai    | Las Vegas Alan King Caesars Palace (États-Unis)            | Dur              | Raúl Ramírez      | 6-4, 5-7, 6-2           |
| 57  | 1977  | 10-15 mai         | Dallas Finales/WCT (États-Unis)                            | Moquette (int.)  | Dick Stockton     | 6-7, 6-1, 6-4, 6-3      |
| 58  | 1977  | 3-9 octobre       | Maui Island Holidays Pro Tennis (États-Unis)               | Dur              | Brian Gottfried   | 6-2, 6-0                |
| 59  | 1977  | 17-23 octobre     | Sydney Australian Indoor Championships (Australie)         | Dur (int.)       | Ken Rosewall      | 7-5, 6-4, 6-2           |
| 60  | 1977  | 14-20 novembre    | Las Vegas/WCT Challenge Cup (États-Unis)                   | Moquette (int.)  | Roscoe Tanner     | 6-2, 5-6, 3-6, 6-2, 6-5 |
| 61  | 1978  | 4-8 janvier       | Masters New York (États-Unis)                              | Moquette (int.)  | Björn Borg        | 6-4, 1-6, 6-4           |
| 62  | 1978  | 23-29 janvier     | Philadelphie/WCT INA. U.S. Pro Indoor (États-Unis)         | Moquette (int.)  | Roscoe Tanner     | 6-2, 6-4, 6-3           |
| 63  | 1978  | 20-26 février     | Denver United Bank Tennis Classic (États-Unis)             | Moquette (int.)  | Stan Smith        | 6-2, 7-6                |
| 64  | 1978  | 27 fév-5 mars     | Memphis U.S. National Indoor (États-Unis)                  | Moquette (int.)  | Tim Gullikson     | 7-6, 6-3                |
| 65  | 1978  | 3-9 avril         | Rotterdam/WCT ABN World Tennis (Pays-Bas)                  | Moquette (int.)  | Raúl Ramírez      | 7-5, 7-5                |
| 66  | 1978  | 12-18 juin        | Birmingham John Player Tennis (Angleterre)                 | Gazon (int.)     | Raúl Ramírez      | 6-3, 6-1, 6-2           |
| 67  | 1978  | 17-23 juillet     | Washington Star International (États-Unis)                 | Terre battue     | Eddie Dibbs       | 7-5, 7-5                |
| 68  | 1978  | 7-13 août         | Indianapolis U.S. Clay Court (États-Unis)                  | Terre battue     | José Higueras     | 7-5, 6-1                |
| 69  | 1978  | 14-20 août        | Stowe English Leather Grand Prix (États-Unis)              | Dur              | Tim Gullikson     | 6-2, 6-3                |
| 70  | 1978  | 28 août-10 sep.   | US Open (Flushing Meadows) (États-Unis)                    | Dur              | Björn Borg        | 6-4, 6-2, 6-2           |
| 71  | 1978  | 16-22 octobre     | Sydney Australian Indoor Championships (Australie)         | Dur (int.)       | Geoff Masters     | 6-0, 6-0, 6-4           |
| 72  | 1979  | 15-21 janvier     | Birmingham International Indoor (États-Unis)               | Moquette (int.)  | Eddie Dibbs       | 6-2, 3-6, 7-5           |
| 73  | 1979  | 22-28 janvier     | Philadelphie INA. U.S. Pro Indoor (États-Unis)             | Moquette (int.)  | Arthur Ashe       | 6-3, 6-4, 6-1           |
| 74  | 1979  | 20-25 février     | Dorado Beach/WCT T.O.C. (Porto Rico)                       | Dur              | Vitas Gerulaitis  | 6-5, 6-0, 6-4           |
| 75  | 1979  | 26 fév-4 mars     | Memphis U.S. National Indoor (États-Unis)                  | Moquette (int.)  | Arthur Ashe       | 6-4, 5-7, 6-3           |
| 76  | 1979  | 9-15 avril        | Tulsa Bank of Oklahoma Classic (États-Unis)                | Dur (int.)       | Eddie Dibbs       | 6-7, 7-5, 6-1           |
| 77  | 1979  | 6-12 août         | Indianapolis U.S. Clay Court (États-Unis)                  | Terre battue     | Guillermo Vilas   | 6-1, 2-6, 6-4           |
| 78  | 1979  | 13-19 août        | Stowe English Leather Grand Prix (États-Unis)              | Dur              | Mike Cahill       | 6-0, 6-1                |
| 79  | 1979  | 5-11 nov.         | Hong Kong Classic (Chine)                                  | Dur              | Pat Dupré         | 7-5, 6-3, 6-1           |
| 80  | 1980  | 14-20 janvier     | Birmingham International Indoor (États-Unis)               | Moquette (int.)  | Eliot Teltscher   | 6-3, 6-2                |
| 81  | 1980  | 21-27 janvier     | Philadelphie U.S. Pro Indoor (États-Unis)                  | Moquette (int.)  | John McEnroe      | 6-3, 2-6, 6-3, 3-6, 6-4 |
| 82  | 1980  | 28 avril-4 mai    | Dallas Finales/WCT (États-Unis)                            | Moquette (int.)  | John McEnroe      | 2-6, 7-6, 6-1, 6-2      |
| 83  | 1980  | 27 juil-3 août    | North Conway Volvo International (États-Unis)              | Terre battue     | Eddie Dibbs       | 6-3, 5-7, 6-1           |
| 84  | 1980  | 13-19 octobre     | Canton Grand Prix (Chine)                                  | Moquette (int.)  | Eliot Teltscher   | 6-2, 6-4                |
| 85  | 1980  | 27 oct-2 nov.     | Tôkyô Indoor Seiko World Super Tennis (Japon)              | Moquette (int.)  | Tom Gullikson     | 6-1, 6-2                |
| 86  | 1981  | 16-22 février     | La Quinta Grand Marnier ATP (États-Unis)                   | Dur              | Ivan Lendl        | 6-3, 7-6                |
| 87  | 1981  | 9-15 mars         | Bruxelles Belgian Indoor Championships (Belgique)          | Moquette (int.)  | Brian Gottfried   | 6-2, 6-4, 6-3           |
| 88  | 1981  | 16-22 mars        | Rotterdam ABN World Tennis (Pays-Bas)                      | Dur (int.)       | Gene Mayer        | 6-1, 2-6, 6-2           |
| 89  | 1981  | 9-15 novembre     | Tournoi de tennis de Wembley (Londres) Indoor (Angleterre) | Moquette (int.)  | John McEnroe      | 3-6, 2-6, 6-3, 6-4, 6-2 |
| 90  | 1982  | 22-28 février     | Monterrey Copa Monterrey (Mexique)                         | Moquette (int.)  | Johan Kriek       | 6-2, 3-6, 6-3           |
| 91  | 1982  | 12-18 avril       | Los Angeles Pacific Southwest Open (États-Unis)            | Dur              | Mel Purcell       | 6-2, 6-1                |
| 92  | 1982  | 19-25 avril       | Las Vegas Alan King Caesars Palace (États-Unis)            | Dur              | Gene Mayer        | 5-2, ab.                |
| 93  | 1982  | 7-13 juin         | Queen's (Londres) Grass Court (Angleterre)                 | Gazon            | John McEnroe      | 7-5, 6-3                |
| 94  | 1982  | 21 juin-4 juillet | Wimbledon (Angleterre)                                     | Gazon            | John McEnroe      | 3-6, 6-3, 6-7, 7-6, 6-4 |
| 95  | 1982  | 2-8 août          | Columbus National Revenue Tennis (États-Unis)              | Dur              | Brian Gottfried   | 7-5, 6-0                |
| 96  | 1982  | 31 août-12 sep.   | US Open (Flushing Meadows) (États-Unis)                    | Dur              | Ivan Lendl        | 6-3, 6-2, 4-6, 6-4      |
| 97  | 1983  | 14-20 février     | Memphis U.S. National Indoor (États-Unis)                  | Moquette (int.)  | Gene Mayer        | 7-5, 6-0                |
| 98  | 1983  | 18-24 avril       | Las Vegas Alan King Caesars Palace (États-Unis)            | Dur              | Mark Edmondson    | 7-6, 6-1                |
| 99  | 1983  | 6-12 juin         | Queen's (Londres) Grass Court (Angleterre)                 | Gazon            | John McEnroe      | 6-3, 6-3                |
| 100 | 1983  | 30 août-11 sep.   | US Open (Flushing Meadows) (États-Unis)                    | Dur              | Ivan Lendl        | 6-3, 6-7, 7-5, 6-0      |
| 101 | 1984  | 6-12 février      | Memphis U.S. National Indoor (États-Unis)                  | Moquette (int.)  | Henri Leconte     | 6-3, 4-6, 7-5           |
| 102 | 1984  | 13-19 février     | La Quinta Congoleum Classic (États-Unis)                   | Dur              | Yannick Noah      | 6-2, 6-7, 6-3           |
| 103 | 1984  | 26 mars-1er avr   | Boca West Paine Webber Classic (États-Unis)                | Dur              | Johan Kriek       | 7-5, 6-4                |
| 104 | 1984  | 9-16 septembre    | Los Angeles Pacific Southwest Open (États-Unis)            | Dur              | Eliot Teltscher   | 6-4, 4-6, 6-4           |
| 105 | 1984  | 15-21 octobre     | Tôkyô Indoor Seiko World Super Tennis (Japon)              | Moquette (int.)  | Ivan Lendl        | 6-4, 3-6, 6-0           |
| 106 | 1988  | 18-25 juillet     | Washington Sovran Bank Classic (États-Unis)                | Dur              | Andrés Gómez      | 6-1, 6-4                |
| 107 | 1988  | 10-16 octobre     | Toulouse Nabisco Grand Prix Olympia (France)               | Dur (int.)       | Andrei Chesnokov  | 6-2, 6-0                |
| 108 | 1989  | 9-15 octobre      | Toulouse Grand Prix de Toulouse (France)                   | Dur (int.)       | John McEnroe      | 6-3, 6-3                |
| 109 | 1989  | 16-22 octobre     | Tel Aviv Riklis Tennis Center Classic (Israël)             | Dur              | Gilad Bloom       | 2-6, 6-2, 6-1           |

#### Titres non recensés par l'ATP: 24 (tournois de 8 joueurs ou plus)
|    | Année | Date              | Nom et lieu du tournoi                                 | Surface      | Finaliste        | Score                   |
| -- | ----- | ----------------- | ------------------------------------------------------ | ------------ | ---------------- | ----------------------- |
| 1  | 1972  | 16-20 août        | Ocean City Pines International Tennis (États-Unis)     | Dur ?        | Herb Fitzgibbon  | 6-3, 6-2                |
| 2  | 1978  | 5-10 juin         | Beckenham Kent Grass Tennis Championships (Angleterre) | Gazon        | Stan Smith       | 9-8, 6-3                |
| 3  | 1978  | 23-26 nov.        | Kobe & Tokyo Gunze World Tennis(Japon)                 | Moquette     | Ilie Năstase     | 6-2, 6-4                |
| 4  | 1978  | 5-8 décembre      | Lucerne Swiss Invitational Cup (Suisse)                | Moquette     | Tom Okker        | 6-1, 6-1                |
| 5  | 1979  | 28-30 sep.        | Asuncion Boqueron International (Paraguay)             | Terre battue | Guillermo Vilas  | 7-5, 6-3                |
| 6  | 1980  | 15-18 mai         | Louisville International Classic (États-Unis)          | ?            | Eddie Dibbs      | 6-2, 6-3                |
| 7  | 1980  | 4-10 août         | Fréjus Carre d'As Invitational (France)                | Dur          | Roscoe Tanner    | 6-0, 6-7, 6-4           |
| 8  | 1980  | 8-12 octobre      | Melbourne Mazda Super Challenge (Australie)            | Moquette     | Gene Mayer       | 1-6, 6-2, 6-0, 7-5      |
| 9  | 1982  | 6-11 janvier      | Rosemont Challenge of Champions (États-Unis)           | Moquette     | John McEnroe     | 6-7, 7-5, 6-7, 7-5, 6-4 |
| 10 | 1982  | 29 sep-3 oct.     | Montréal Molson Light Challenge Cup (Canada)           | Dur          | Björn Borg       | 6-4, 6-3                |
| 11 | 1982  | 15-19 décembre    | North Miami Beach Năstase-Hamptons (États-Unis)        | Dur          | Brian Teacher    | 6-2, 6-2                |
| 12 | 1983  | 8-13 février      | Toronto Molson Challenge (Canada)                      | Moquette     | José Higueras    | 6-2, 6-0, 5-7, 6-0      |
| 13 | 1983  | 12-15 mai         | Tulsa Bank of Oklahoma Tennis Classic (États-Unis)     | Dur (int.)   | Roscoe Tanner    | 6-4, 6-3                |
| 14 | 1983  | 28-31 juillet     | Beaver Creek Vail Tennis Classic (États-Unis)          | Dur          | Mats Wilander    | 7-6, 6-2                |
| 15 | 1983  | 3-7 août          | Newport Beach High Stakes (États-Unis)                 | Dur          | Tim Mayotte      | 6-3, 6-4, 6-2           |
| 16 | 1983  | 5-9 octobre       | Vancouver Labbat's Invitational (Canada)               | Moquette     | Bill Scanlon     | 6-1, 6-2, 6-2           |
| 17 | 1983  | 14-20 décembre    | North Miami Beach Năstase-Hamptons (États-Unis)        | Dur          | Ivan Lendl       | 6-3, 7-6, 6-1           |
| 18 | 1984  | 3-8 janvier       | Rosemont Lite Challenge of Champions (États-Unis)      | Moquette     | Andrés Gómez     | 6-3, 6-2, 6-1           |
| 19 | 1985  | 25-28 avril       | Tulsa Bank of Oklahoma Tennis Classic (États-Unis)     | Dur (int.)   | Yannick Noah     | 6-4, 6-4                |
| 20 | 1985  | 26-29 juillet     | Beaver Creek Kiva Tennis Classic (États-Unis)          | Dur          | Mats Wilander    | 6-4, 6-4                |
| 21 | 1985  | 30 juillet-4 août | Stowe Head Cup (États-Unis)                            | Dur          | Gene Mayer       | 2-6, 6-3, 6-4           |
| 22 | 1986  | 24-27 avril       | Tulsa Bank of Oklahoma Tennis Classic (États-Unis)     | Dur (int.)   | Kevin Curren     | 6-3, 6-2                |
| 23 | 1986  | 11-14 septembre   | Amelia Island Dupont All American (États-Unis)         | Dur          | Aaron Krickstein | 4-6, 6-2, 6-0           |
| 24 | 1987  | 16-19 juillet     | Beaver Creek Vail Tennis Classic (États-Unis)          | Dur          | Tim Mayotte      | 1-6, 6-3, 7-6           |

#### Titres sur invitation non recensés par l'ATP: 16 (tournois à 4 joueurs)
|    | Année | Date            | Nom et lieu du tournoi                                    | Surface      | Finaliste        | Score                   |
| -- | ----- | --------------- | --------------------------------------------------------- | ------------ | ---------------- | ----------------------- |
| 1  | 1972  | 8-11 juin       | Nottingham John Player Invitational (Angleterre)          | Gazon        | Colin Dibley (2) | 4-6, 7-6, 7-5           |
| 2  | 1978  | 22-24 sep.      | Buenos Aires Obras Sanitarias Sports Club (Argentine)     | Terre battue | Björn Borg       | 5-7, 6-3, 6-3           |
| 3  | 1979  | 27-28 juillet   | Montpellier All Stars Exhibition Series (France)          | Dur          | John McEnroe     | 7-6, 2-6, 7-5           |
| 4  | 1979  | 15-16 sep.      | Rio de Janeiro Brazil Invitational (Brésil)               | Terre battue | Guillermo Vilas  | 6-3, 6-4, 6-3           |
| 5  | 1979  | 3-5 octobre     | Buenos Aires Argentina Indoor Cup (Argentine)             | Moquette     | Víctor Pecci     | 6-2, 1-6, 6-2           |
| 6  | 1980  | 6-7 mars        | Munich Braun Tennis Cup (Allemagne)                       | Moquette     | Vitas Gerulaitis | 6-1, 6-7, 6-4           |
| 7  | 1980  | 7-8 avril       | Tokyo Suntory Cup(Japon)                                  | Moquette     | John McEnroe     | 7-5, 6-3                |
| 8  | 1980  | 19-20 septembre | Napa Valley Harvest Cup (États-Unis)                      | Dur          | Roscoe Tanner    | 6-4, 6-2                |
| 9  | 1981  | 11-12 avril     | Tokyo Suntory Cup (Japon)                                 | Moquette     | John McEnroe     | 6-4, 7-6                |
| 10 | 1981  | 17-18 novembre  | Tel Aviv Golden Racquet Sabirna Gali (Israël)             | ?            | Ilie Năstase     | 6-4, 6-2                |
| 11 | 1982  | 22-24 juillet   | Industry Hills Michelob Light Cup (États-Unis)            | Dur          | Björn Borg       | 5-7, 6-2, 6-2, 6-7, 6-2 |
| 12 | 1983  | 10-11 avril     | Tokyo Suntory Cup (Japon)                                 | Moquette     | Björn Borg       | 6-3, 6-4                |
| 13 | 1983  | 8-10 juillet    | Sun City Bophuthatswana Tennis Challenge (Afrique du Sud) | Dur          | Ivan Lendl       | 7-5, 7-6                |
| 14 | 1983  | 15-16 octobre   | Atlantic City Jimmy Connors Invitational (États-Unis)     | ?            | Gene Mayer       | 7-6, 6-4                |
| 15 | 1986  | 19-20 avril     | Tokyo Suntory Cup (Japon)                                 | Moquette     | Mats Wilander    | 6-4, 6-0                |
| 16 | 1989  | 5-7 mai         | Nîmes Trophée des Arènes (France)                         | Terre battue | Anders Järryd    | 6-2, 6-3                |

### Finales perdues en simple: 69

#### Finales perdues en simple ATP: 52
- 52 recensées par le site web de l'ATP[11].

|    | Année | Date                | Nom et lieu du tournoi                                     | Surface      | Vainqueur            | Score                   |
| -- | ----- | ------------------- | ---------------------------------------------------------- | ------------ | -------------------- | ----------------------- |
| 1  | 1971  | 26 juillet-1er août | Columbus Buckeye Open (États-Unis)                         | Dur          | Tom Gorman           | 6-7, 7-6, 4-6, 7-6, 6-3 |
| 2  | 1971  | 20-26 septembre     | Los Angeles Pacific Southwest Open (États-Unis)            | Dur          | Pancho Gonzales      | 3-6, 6-3, 6-3           |
| 3  | 1972  | 3-9 janvier         | Baltimore International Indoor (États-Unis)                | Dur (int.)   | Ilie Năstase         | 1-6, 6-4, 7-6           |
| 4  | 1972  | 6-12 mars           | Washington E.F. International (États-Unis)                 | Moquette     | Stan Smith           | 4-6, 6-1, 6-3, 4-6, 6-1 |
| 5  | 1972  | 7-13 août           | Indianapolis U.S. Clay Court (États-Unis)                  | Terre battue | Bob Hewitt           | 7-6, 6-1, 6-2           |
| 6  | 1973  | 23-28 janvier       | Omaha Nebraska International (États-Unis)                  | Dur (int.)   | Ilie Năstase         | 5-0, ab.                |
| 7  | 1973  | 19-25 mars          | Washington Equity Tournament (États-Unis)                  | Moquette     | Ilie Năstase         | 4-6, 6-4, 6-2, 5-7, 6-2 |
| 8  | 1973  | 23-29 juillet       | Bretton Woods Volvo International (États-Unis)             | Terre battue | Vijay Amritraj       | 7-5, 2-6, 7-5           |
| 9  | 1974  | 21-27 janvier       | Omaha Nebraska International (États-Unis)                  | Dur (int.)   | Karl Meiler          | 6-3, 1-6, 6-3           |
| 10 | 1974  | 19-25 août          | South Orange Eastern Open (États-Unis)                     | Dur          | Alex Metreveli       | Forfait                 |
| 11 | 1975  | 21 déc-1er jan.     | Open d'Australie (Melbourne) (Australie)                   | Gazon        | John Newcombe        | 7-5, 3-6, 6-4, 7-6      |
| 12 | 1975  | 17-23 mars          | New York Indoor IPA Championships (États-Unis)             | Moquette     | Vitas Gerulaitis     | Forfait                 |
| 13 | 1975  | 23 juin-5 juillet   | Wimbledon (Angleterre)                                     | Gazon        | Arthur Ashe          | 6-1, 6-1, 5-7, 6-4      |
| 14 | 1975  | 27 août-7 sep.      | US Open (Forest Hills) (États-Unis)                        | Terre battue | Manuel Orantes       | 6-4, 6-3, 6-3           |
| 15 | 1975  | 3-9 novembre        | Stockholm Open (Suède)                                     | Dur (int.)   | Adriano Panatta      | 6-4, 6-3                |
| 16 | 1975  | 10-15 novembre      | Londres Dewar Cup (Angleterre)                             | Moquette     | Eddie Dibbs          | 1-6, 6-1, 7-5           |
| 17 | 1976  | 14-22 février       | Salisbury U.S. National Indoor (États-Unis)                | Moquette     | Ilie Năstase         | 6-2, 6-3, 7-6           |
| 18 | 1976  | 16-21 mars          | La Costa Celebrity-Pro (États-Unis)                        | Dur          | Ilie Năstase         | 4-6, 6-0, 6-1           |
| 19 | 1976  | 13-19 décembre      | Las Vegas/WCT Challenge Cup (États-Unis)                   | Moquette     | Ilie Năstase         | 3-6, 7-6, 6-4, 7-5      |
| 20 | 1977  | 21-23 janvier       | Boca Raton Pepsi Grand Slam (États-Unis)                   | Terre battue | Björn Borg           | 6-4, 5-7, 6-3           |
| 21 | 1977  | 24-30 janvier       | Philadelphie/WCT U.S. Pro Indoor (États-Unis)              | Moquette     | Dick Stockton        | 3-6, 6-4, 3-6, 6-1, 6-2 |
| 22 | 1977  | 15-20 février       | Toronto/WCT Rothmans International (Canada)                | Moquette     | Dick Stockton        | 5-6, ab.                |
| 23 | 1977  | 20 juin-2 juillet   | Wimbledon (Angleterre)                                     | Gazon        | Björn Borg           | 3-6, 6-2, 6-1, 5-7, 6-4 |
| 24 | 1977  | 8-14 août           | Indianapolis U.S. Clay Court (États-Unis)                  | Terre battue | Manuel Orantes       | 6-1, 6-3                |
| 25 | 1977  | 30 août-11 sep.     | US Open (Forest Hills) (États-Unis)                        | Terre battue | Guillermo Vilas      | 2-6, 6-3, 7-6, 6-0      |
| 26 | 1978  | 20-22 janvier       | Boca Raton Pepsi Grand Slam (États-Unis)                   | Terre battue | Björn Borg           | 7-6, 3-6, 6-1           |
| 27 | 1978  | 26 juin-8 juillet   | Wimbledon (Angleterre)                                     | Gazon        | Björn Borg           | 6-2, 6-2, 6-3           |
| 28 | 1979  | 10-11 février       | Boca Raton Pepsi Grand Slam (États-Unis)                   | Terre battue | Björn Borg           | 6-2, 6-3                |
| 29 | 1979  | 23-29 avril         | Las Vegas Alan King Caesars Palace (États-Unis)            | Dur          | Björn Borg           | 6-3, 6-2                |
| 30 | 1979  | 30 oct-4 nov.       | Tokyo Indoor Seiko World Super Tennis (Japon)              | Moquette     | Björn Borg           | 6-2, 6-2                |
| 31 | 1979  | 4-9 décembre        | Montréal/WCT Challenge Cup (Canada)                        | Moquette     | Björn Borg           | 6-4, 6-2, 2-6, 6-4      |
| 32 | 1980  | 25 février-2 mars   | Memphis U.S. National Indoor (États-Unis)                  | Moquette     | John McEnroe         | 7-6, 7-6                |
| 33 | 1980  | 10-16 mars          | San José Friendship Tournament (Costa Rica)                | Dur          | José Luis Clerc      | 4-6, 2-6, ab.           |
| 34 | 1981  | 11-17 mai           | Hambourg German Open (Allemagne)                           | Terre battue | Peter McNamara       | 7-6, 6-1, 4-6, 6-4      |
| 35 | 1982  | 25-31 janvier       | Philadelphie U.S. Pro Indoor (États-Unis)                  | Moquette     | John McEnroe         | 6-3, 6-3, 6-1           |
| 36 | 1982  | 15-21 mars          | Rotterdam ABN World Tennis (Pays-Bas)                      | Moquette     | Guillermo Vilas      | 0-6, 6-2, 6-4           |
| 37 | 1982  | 22-28 mars          | Milan Cuore Cup (Italie)                                   | Moquette     | Guillermo Vilas      | 6-3, 6-3                |
| 38 | 1982  | 20-26 septembre     | San Francisco Transamerica Open (États-Unis)               | Moquette     | John McEnroe         | 6-1, 6-3                |
| 39 | 1983  | 7-13 novembre       | Tournoi de tennis de Wembley (Londres) Indoor (Angleterre) | Moquette     | John McEnroe         | 7-5, 6-1, 6-4           |
| 40 | 1984  | 24-29 avril         | Dallas Finales WCT (États-Unis)                            | Moquette     | John McEnroe         | 6-1, 6-2, 6-3           |
| 41 | 1984  | 25 juin-8 juillet   | Wimbledon (Angleterre)                                     | Gazon        | John McEnroe         | 6-1, 6-1, 6-2           |
| 42 | 1985  | 25-31 mars          | Fort Myers Paine Webber Classic (États-Unis)               | Dur          | Ivan Lendl           | 6-3, 6-2                |
| 43 | 1985  | 1-7 avril           | Chicago Volvo/Chicago (États-Unis)                         | Moquette     | John McEnroe         | Forfait                 |
| 44 | 1986  | 17-23 mars          | Fort Myers Paine Webber Classic (États-Unis)               | Dur          | Ivan Lendl           | 6-2, 6-0                |
| 45 | 1986  | 9-15 juin           | Queen's (Londres) Grass Court (Angleterre)                 | Gazon        | Tim Mayotte          | 6-4, 2-1, ab.           |
| 46 | 1986  | 18-24 août          | Cincinnati ATP Championship (États-Unis)                   | Dur          | Mats Wilander        | 6-4, 6-1                |
| 47 | 1986  | 22-28 septembre     | San Francisco Transamerica Open (États-Unis)               | Moquette     | John McEnroe         | 7-6, 6-3                |
| 48 | 1987  | 9-15 février        | Memphis Volvo/U.S. National Indoor (États-Unis)            | Dur (int.)   | Stefan Edberg        | 6-3, 2-1, ab.           |
| 49 | 1987  | 16-22 mars          | Orlando Paine Webber Classic (États-Unis)                  | Dur          | Christo van Rensburg | 6-3, 3-6, 6-1           |
| 50 | 1987  | 8-15 juin           | Queen's (Londres) Grass Court (Angleterre)                 | Gazon        | Boris Becker         | 6-7, 6-3, 6-4           |
| 51 | 1988  | 15-21 février       | Milan Stella Artois Italian Indoor (Italie)                | Moquette     | Yannick Noah         | 4-4, ab.                |
| 52 | 1988  | 14-27 mars          | Key Biscayne Lipton International (États-Unis)             | Dur          | Mats Wilander        | 6-4, 4-6, 6-4, 6-4      |

#### Finales perdues non recensées par l'ATP: 17
|    | Année | Date            | Nom et lieu du tournoi                                 | Surface      | Vainqueur        | Score              |
| -- | ----- | --------------- | ------------------------------------------------------ | ------------ | ---------------- | ------------------ |
| 1  | 1970  | 9-15 novembre   | San Diego South Coast Championships (États-Unis)       | ?            | Haroon Rahim     | 6-8, 6-3, 9-7      |
| 2  | 1971  | 3-9 mai         | Los Angeles Southern California (États-Unis)           | Dur          | Pancho Gonzales  | 6-4, 4-6, 6-1      |
| 3  | 1976  | 7-12 juin       | Beckenham Kent Grass Tennis Championships (Angleterre) | Gazon        | Roscoe Tanner    | 6-3, 6-4           |
| 4  | 1976  | 30 sep-3 oct.   | Caracas Four Man Invitational Tennis(Venezuela)        | Terre battue | Ilie Năstase (1) | 6-1, 6-3           |
| 5  | 1978  | 21-23 avril     | Tokyo Suntory Cup (Japon)                              | Moquette     | Björn Borg       | 6-1, 6-2           |
| 6  | 1979  | 23-24 juillet   | Fréjus Invitational Tennis Tournament (France)         | Dur          | John McEnroe     | 6-4, 6-3           |
| 7  | 1979  | 29 nov-2 déc.   | Francfort Cup Invitational (Allemagne)                 | Moquette     | Björn Borg       | 6-3, 4-6, 6-3, 6-4 |
| 8  | 1980  | 7-8 avril       | Bruxelles Belgium Invitational (Belgique)              | Moquette     | John McEnroe     | 6-1, 7-5           |
| 9  | 1981  | 7-12 janvier    | Rosemont Challenge of Champions (États-Unis)           | Moquette     | John McEnroe     | 6-2, 6-4, 6-1      |
| 10 | 1983  | 10-16 janvier   | Rosemont Challenge of Champions (États-Unis)           | Moquette     | Ivan Lendl       | 4-6, 6-4, 7-5, 6-4 |
| 11 | 1985  | 19-25 août      | Jericho Norstar Bank Hamlet Challenge Cup (États-Unis) | Dur          | Ivan Lendl       | 6-1, 6-3           |
| 12 | 1986  | 6-12 janvier    | Atlanta AT&T Challenge of Champions (États-Unis)       | Moquette     | Ivan Lendl       | 6-2, 6-3           |
| 13 | 1987  | 17-20 septembre | Amelia Island Dupont All American (États-Unis)         | Dur          | Andre Agassi     | 4-3, ab.           |
| 14 | 1988  | 21-24 avril     | Tulsa Bank of Oklahoma Tennis Classic (États-Unis)     | Dur (int.)   | Amos Mansdorf    | 2-6, 7-5, 6-4      |
| 15 | 1988  | 7-10 juillet    | Osaka Gunze World Tennis (Japon)                       | ?            | Tim Mayotte      | 6-4, 3-6, 6-4      |
| 16 | 1989  | 12-18 juin      | Édimbourg Scottish Grass Court (Écosse)                | Gazon        | John McEnroe     | 7-6, 7-6           |
| 17 | 1989  | 8-10 décembre   | Palm Coast ITT Stakes Match Round Robin (États-Unis)   | Dur          | Andre Agassi     | 4-6, 2-1, ab.      |

### Finales en simple non terminées ou annulées: 3
|   | Année | Date        | Nom et lieu du tournoi                | Surface      | Adversaire      | Score         |
| - | ----- | ----------- | ------------------------------------- | ------------ | --------------- | ------------- |
| 1 | 1976  | 14-20 juin  | Nottingham John Player (Angleterre)   | Gazon        | Ilie Năstase    | 6-2, 4-6, 1-1 |
| 2 | 1981  | 13-20 avril | Monte-Carlo Volvo Open (Monaco)       | Terre battue | Guillermo Vilas | 5-5           |
| 3 | 1984  | 12-18 mars  | Rotterdam ABN World Tennis (Pays-Bas) | Moquette     | Ivan Lendl      | 6-0, 1-0      |

- 1. Finale arrêtée pour cause de forte pluie.
- 2. Finale arrêtée à 5-5 et non reprise à cause du mauvais temps (pluie).
- 3. Finale définitivement arrêtée à la suite d'une alerte à la bombe alors que Lendl menait 6-0, 1-0.

### Titres en double: 21
- (16 recensés par le site Web de l'ATP, *3 figurant dans l'ATP Player's Guide et **2 sur invitation.)

|    | Année | Nom et lieu du tournoi                          | Surface      | Partenaire       | Finalistes                            | Score                   |
| -- | ----- | ----------------------------------------------- | ------------ | ---------------- | ------------------------------------- | ----------------------- |
| 1  | 1971  | **Los Angeles Southern California (États-Unis)  | Dur          | Jeff Austin      | Chico Hagey Dick Bohrnstedt           | 6-4, 7-5                |
| 2  | 1972  | *Baltimore International Indoor (États-Unis)    | Dur (int.)   | Haroon Rahim     | Pierre Barthes Clark Graebner         | 6-3, 3-6, 6-3           |
| 3  | 1972  | *Roanoke Virginia International (États-Unis)    | Dur (int.)   | Haroon Rahim     | Vladimír Zedník Ian Crookenden        | 6-4, 3-6, 6-3           |
| 4  | 1972  | Columbus Buckeye Classic (États-Unis)           | Dur          | Pancho Gonzales  | Robert McKinley Dick Stockton         | 6-3, 7-5                |
| 5  | 1972  | Los Angeles Pacific Southwest (États-Unis)      | Dur          | Pancho Gonzales  | Ismail El Shafei Brian Fairlie        | 6-3, 7-6                |
| 6  | 1973  | Baltimore International Indoor (États-Unis)     | Dur (int.)   | Clark Graebner   | Paul Gerken Sandy Mayer               | 3-6, 6-2, 6-3           |
| 7  | 1973  | Roanoke Virginia International (États-Unis)     | Dur (int.)   | Juan Gisbert     | Ian Fletcher Butch Seewagen           | 6-0, 7-6                |
| 8  | 1973  | Wimbledon (Angleterre)                          | Gazon        | Ilie Năstase     | John Cooper Neale Fraser              | 3-6, 6-3, 6-4, 8-9, 6-1 |
| 9  | 1973  | South Orange Eastern Championships (États-Unis) | Dur          | Ilie Năstase     | Pancho Gonzales Tom Gorman            | 6-7, 6-3, 6-2           |
| 10 | 1973  | Stockholm Open (Suède)                          | Dur (int.)   | Ilie Năstase     | Robert Carmichael Frew McMillan       | 6-3, 6-7, 6-2           |
| 11 | 1974  | Salisbury U.S. National Indoor (États-Unis)     | Moquette     | Frew McMillan    | Byron Bertram Andrew Pattison         | 3-6, 6-2, 6-1           |
| 12 | 1974  | **Palm Beach Tennis Masters (États-Unis)        | Terre battue | Pancho Gonzales  | Clark Graebner Pancho Segura          | 3-6, 6-2, 7-5           |
| 13 | 1974  | Salt Lake City Utah International (États-Unis)  | Dur (int.)   | Vitas Gerulaitis | Iván Molina Jairo Velasco             | 2-6, 7-6, 7-5           |
| 14 | 1974  | Indianapolis U.S. Clay Court (États-Unis)       | Terre battue | Ilie Năstase     | Jürgen Fassbender Hans-Jürgen Pohmann | 6-7, 6-3, 6-4           |
| 15 | 1974  | Londres Dewar Cup (Angleterre)                  | Moquette     | Ilie Năstase     | Brian Gottfried Raúl Ramírez          | 3-6, 7-6, 6-3           |
| 16 | 1975  | Salisbury U.S. National Indoor (États-Unis)     | Moquette     | Ilie Năstase     | Jan Kodeš Roger Taylor                | 7-6, 6-2                |
| 17 | 1975  | South Orange Tennis Week Open (États-Unis)      | Terre battue | Ilie Năstase     | Dick Crealy John Lloyd                | 6-2, 6-3                |
| 18 | 1975  | US Open (Forest Hills) (États-Unis)             | Terre battue | Ilie Năstase     | Tom Okker Marty Riessen               | 6-4, 7-6                |
| 19 | 1975  | *Hamilton Princess Tennis Classic (Bermudes)    | Terre battue | Ilie Năstase     | Vitas Gerulaitis Sandy Mayer          | 4-6, 6-3, 6-3           |
| 20 | 1976  | Birmingham International Indoor (États-Unis)    | Moquette     | Erik van Dillen  | Hank Pfister Dennis Ralston           | 7-6, 6-4                |
| 21 | 1980  | North Conway Volvo International (États-Unis)   | Terre battue | Brian Gottfried  | Kevin Curren Steve Denton             | 7-6, 6-2                |

### Finales perdues en double: 13
- (11 recensées par le site Web de l'ATP et *2 figurant dans l'ATP Player's Guide.)

|    | Année | Nom et lieu du tournoi                            | Surface      | Partenaire    | Vainqueurs                      | Score                   |
| -- | ----- | ------------------------------------------------- | ------------ | ------------- | ------------------------------- | ----------------------- |
| 1  | 1971  | New York Indoor Clean Air Classic (États-Unis)    | Moquette     | Haroon Rahim  | Juan Gisbert Manuel Orantes     | 7-6, 6-2                |
| 2  | 1971  | *Tanglewood Classic (États-Unis)                  | Dur ?        | Jeff Austin   | Jim McManus Jim Osborne         | 6-2, 6-4                |
| 3  | 1971  | Columbus Buckeye Open (États-Unis)                | Dur          | Roscoe Tanner | Jim McManus Jim Osborne         | 4-6, 7-5, 6-2           |
| 4  | 1973  | Omaha Nebraska International (États-Unis)         | Dur (int.)   | Juan Gisbert  | William Brown Mike Estep        | Forfait                 |
| 5  | 1973  | Hampton Coilseum Mall International (États-Unis)  | Dur (int.)   | Ion Țiriac    | Clark Graebner Ilie Năstase     | 6-2, 6-1                |
| 6  | 1973  | *Washington Indoor Equity Tournament (États-Unis) | Moquette     | Ilie Năstase  | Jürgen Fassbender Karl Meiler   | ?                       |
| 7  | 1973  | Roland-Garros French Open (France)                | Terre battue | Ilie Năstase  | John Newcombe Tom Okker         | 6-1, 3-6, 6-3, 5-7, 6-4 |
| 8  | 1973  | Los Angeles Pacific Southwest Open (États-Unis)   | Dur          | Ilie Năstase  | Jan Kodeš Vladimír Zedník       | 6-2, 6-4                |
| 9  | 1973  | Québec Rothmans International (Canada)            | Moquette     | Marty Riessen | Robert Carmichael Frew McMillan | 6-2, 7-6                |
| 10 | 1975  | Rome Italian Open (Italie)                        | Terre battue | Ilie Năstase  | Brian Gottfried Raúl Ramírez    | 6-4, 7-6, 2-6, 6-1      |
| 11 | 1975  | Londres Dewar Cup (Angleterre)                    | Moquette     | Ilie Năstase  | Wojtek Fibak Karl Meiler        | 6-1, 7-5                |
| 12 | 1976  | Denver/WCT United Bank Classic (États-Unis)       | Moquette     | Billy Martin  | John Alexander Phil Dent        | 6-7, 6-2, 7-5           |
| 13 | 1976  | Washington Star International (États-Unis)        | Terre battue | Arthur Ashe   | Brian Gottfried Raúl Ramírez    | 6-3, 6-3                |

### Finale en double mixte: 1
|   | Année | Nom et lieu du tournoi              | Surface | Partenaire  | Vainqueurs                   | Score    |
| 1 | 1974  | US Open (Forest Hills) (États-Unis) | Gazon   | Chris Evert | Pam Teeguarden Geoff Masters | 6-1, 7-6 |

### Finale en Coupe Davis: 1
|   | Année | Lieu de la finale | Surface      | Vainqueurs | Score |
| 1 | 1984  | Göteborg (Suède)  | Terre battue | Suède      | 4-1   |

### Titre par équipe: 1
- 1985 : Victoire face à la Tchécoslovaquie (2-1).

### Sources pour cette section
- John Barrett, éditeur, World of Tennis Yearbooks, Londres, de 1976 à 1983.
- Michel Sutter, Vainqueurs Winners 1946-2003, Paris, 2003. Sutter a, dans un premier temps, essayé de recenser tous les tournois internationaux de 1946 à l'automne 1991. Pour chaque tournoi il a indiqué la ville, la date de la finale, le vainqueur, le finaliste et le score de la finale. Un tournoi est inclus dans sa liste si : (1) le tableau comprend au moins huit joueurs (à quelques exceptions près comme les tournois Pepsi Grand Slam de la seconde moitié des années 1970 ; et (2) le niveau du tournoi fut au moins égal à celui des tournois challenger de maintenant. Le livre de Sutter est probablement la source la plus exhaustive de tournois depuis la Seconde Guerre mondiale, même si quelques tournois professionnels de la période précédent l'ère Open ne sont pas enregistrés. Par la suite Sutter a publié une deuxième édition, avec pour seules indications les joueurs, leurs victoires et les années correspondantes, sur la période 1946-27 avril 2003.

## Cinéma
Jimmy Connors est incarné par Tom Datnow dans le film Borg vs. McEnroe de Janus Metz Pedersen sorti en 2017. On l'y voit notamment affronter John McEnroe lors de la demi-finale de Wimbledon 1980.